# Quốc gia Nga (1918–1920)
Quốc gia Nga hay Nhà nước Nga (Российское государство, Rossiyskoye gosudarstvo) là một quốc gia được tuyên bố bởi Đạo luật của Hội nghị Nhà nước Ufa ngày 23 tháng 9 năm 1918 (Hiến pháp của Chính phủ lâm thời toàn Nga) "về sự hình thành của quyền lực tối cao toàn Nga" trong tên của "khôi phục sự thống nhất và độc lập của nhà nước Nga" bị ảnh hưởng bởi sự kiện cách mạng năm 1917, thành lập quyền lực của Liên Xô và ký kết Hòa ước Brest-Litovsk với Đức.